# Мамедов, Мирза Самед оглы
Мирза Самед оглы Мамедов (азерб. Mirzə Səməd oğlu Məmədov; 1913 — 8 января 1945) — сержант 197-го отдельного истребительно-противотанкового артиллерийского дивизиона 77-й стрелковой дивизии.

## Биография
Родился в 1913 году в Геранбойском районе Азербайджана. Член ВКП(б) с 1944 года.
В рядах РККА с сентября 1941 года, наводчик противотанкового орудия. С декабря 1942 года в составе 197-го отдельного истребительно-противотанкового артиллерийского дивизиона 77-й стрелковой (Азербайджанской национальной, позже Симферопольской) дивизии сражался на Северо-Кавказском, Южном, 4-м Украинском и 1-м Прибалтийском фронтах. Имел два боевых ранения — в декабре 1943 года и в сентябре 1944 года. Приказом 42/н по войскам 4-го Украинского фронта от 9 декабря 1943 года был награждён орденом «Красное Знамя», о чём имеются записи в его более поздних наградных листах.
В апреле — мае 1944 года 77-я стрелковая дивизия совместно с другими частями Красной Армии участвовала в освобождении Крыма. После успешных боёв в районе Томашевки и Джанкоя дивизия вышла к Симферополю, где в течение нескольких дней вела упорные бои за населённые пункты Суран-Барын, Марьяновка и Екатериновка и 13 апреля 1944 года, совместно с другими частями и соединениями Красной Армии, наступая со стороны нынешнего аэропорта, освободила от врага Симферополь, взяв пленными около тысячи немцев.
20 апреля 1944 года части 77-й стрелковой дивизии вели бои на подступах к Севастополю у ключевой для города высоты — Сапун-горы. Во время смены дислокации тягач с боеприпасами и прицепленным к нему 76-мм орудием, в расчете которого был сержант Мамедов, попал под вражеский обстрел и был поврежден. Два тягача дивизиона были уже сожжены. Невзирая на вражеский обстрел и презирая смерть, сержант Мамедов отделил пушку от тягача и закатил её в укрытие. Другие бойцы укатили в безопасное место повреждённый тягач.
Решающий штурм Севастополя частями Красной Армии начался утром 7 мая 1944 года. В ходе штурма Сапун-горы 76-мм орудие, наводчиком которого был сержант Мамедов, действовало в боевых порядках 105-го стрелкового полка. В ночь перед штурмом расчёт выкатил орудие на дистанцию до 50 метров от вражеских позиций. Утром, во время начала штурма Сапун-горы, ведя меткий огонь по огневым точкам, расчёт двигался в боевых порядках наступающей пехоты 105-го стрелкового полка и к 19:30 вывел орудие на Сапун-гору. Далее расчёт покатил орудие на штурм города. Во время движения вдоль шоссе неожиданно из ДОТа на правом фланге по орудию и катившему его расчёту открыл огонь вражеский пулемёт. Командир орудия и два красноармейца из расчета были ранены. Наводчик Мамедов принял командование орудием на себя, развернул его и со второго снаряда уничтожил ДОТ и 10 вражеских солдат и офицеров, 20 гитлеровцев сдались в плен.
11 мая 1944 года командиром 197-го отдельного истребительно-противотанкового артиллерийского дивизиона сержант Мирза Мамедов был представлен к званию Героя Советского Союза. Представление было поддержано командиром дивизии, командиром корпуса, командующим артиллерией 51-й армии. Однако, по неизвестным причинам, Приказом № 86/н по войскам 51-й армии от 30 мая 1944 года, сержант Мамедов был вторично награждён орденом «Красное Знамя». Кроме того, Приказом № 19/н по 77-й стрелковой дивизии от 13 мая 1944 года, был награждён медалью «За отвагу».
С конца июля 1944 года 77-я стрелковая дивизия на 1-м Прибалтийском фронте. После ранения в сентябре 1944 года и излечения в госпитале сержант Мирза Мамедов попал наводчиком 76-мм орудия в 992-й стрелковый полк 306-й стрелковой дивизии 1-го Прибалтийского фронта, где так же проявил себя грамотным и отважным артиллеристом.
20—21 декабря 1944 года в бою у населенного пункта Пампали Салдусского района, Латвии, сержант Мирза Мамедов огнём из своего орудия разбил два немецких блиндажа, уничтожил два пулемёта, до 30 немецких солдат и офицеров, чем способствовал продвижению пехоты полка. За отличное выполнение поставленных задач Приказом № 01/н по частям 306-й стрелковой дивизии от 8 января 1945 года был награждён орденом Славы 3-й степени.
7 января 1945 года сержант Мирза Мамедов получил тяжёлое осколочное ранение и скончался на следующий день в 286-м отдельном медсанбате 306-й стрелковой дивизии. Захоронен в братской могиле на советском воинском кладбище у населённого пункта Пампали Салдусского района Латвии.